# Системний аналіз

Системний аналіз — науковий метод пізнання, що являє собою послідовність дій з установлення структурних зв'язків між змінними або елементами досліджуваної системи. Спирається на комплекс загальнонаукових, експериментальних, природничих, статистичних, математичних методів.
Єдиної методики системного аналізу у наукових дослідженнях поки що немає. У практиці досліджень він застосовується з використанням таких методик:
- процедур теорії дослідження операцій, яка дає змогу дати кількісну оцінку об'єктам дослідження;
- аналізу систем дослідження об'єктів в умовах невизначеності;
- системотехніки, яка включає проектування і синтез складних систем у процесі дослідження їх функціонування (проектування і оцінка економічної ефективності АСК технологічних процесів та ін.).

Важливе значення системний аналіз має в управлінні персоналом.

## Витоки системного аналізу
Системний аналіз виник в епоху розробки комп'ютерної техніки. Успіх його застосування при вирішенні складних завдань багато в чому визначається сучасними можливостями інформаційних технологій. М. М. Моісеєв наводить, за його словами, доволі вузьке визначення системного аналізу[джерело?]: «Системний аналіз — це сукупність методів, заснованих на використанні ЕОМ і орієнтованих на дослідження складних систем — технічних, економічних, екологічних і т. д. Результатом системних досліджень є, як правило, вибір цілком певної альтернативи плану розвитку регіону, параметрів конструкції тощо Тому витоки системного аналізу, його методичні концепції лежать в тих дисциплінах, які займаються проблемами прийняття рішень: теорії операцій і загальної теорії управління».

## Сутність системного аналізу
Цінність системного підходу полягає в тому, що розгляд категорій системного аналізу створює основу для логічного і послідовного підходу до проблеми прийняття рішень.
Ефективність вирішення проблем за допомогою системного аналізу визначається структурою розв'язуваних проблем.

### Класифікація проблем
Відповідно до класифікації, всі проблеми підрозділяються на три класи:
- Добре структуровані (well-structured), або кількісно сформульовані проблеми, в яких істотні залежності з'ясовані дуже добре;
- Неструктуровані (unstructured), або якісно виражені проблеми, що містять лише опис найважливіших ресурсів, ознак і характеристик, кількісні залежності між якими абсолютно невідомі;
- Слабо структуровані (ill-structured), або змішані проблеми, які містять як якісні елементи, так і маловідомі, невизначені сторони, які мають тенденцію домінувати.

### Методи рішення
Для вирішення добре структурованих кількісно висловлюваних проблем використовується відома методологія дослідження операцій, яка полягає в побудові адекватної математичної моделі (наприклад, задачі лінійного, нелінійного, динамічного програмування, задачі теорії масового обслуговування, теорії ігор та ін) та застосуванні методів для відшукання оптимальної стратегії управління цілеспрямованими діями.

### Процедура прийняття рішень
Для вирішення слабо структурованих проблем використовується методологія системного аналізу, системи підтримки прийняття рішень (СППР). Розглянемо технологію застосування системного аналізу до вирішення складних завдань.
Процедура прийняття рішень згідно з [2] включає такі основні етапи:
1. Формулювання проблемної ситуації;
2. Визначення цілей;
3. Визначення критеріїв досягнення цілей;
4. Побудова моделей для обґрунтування рішень;
5. Пошук оптимального (допустимого) варіанту рішення;
6. Узгодження рішення;
7. Підготовка рішення до реалізації;
8. Затвердження рішення;
9. Керування ходом реалізації рішення;
10. Перевірка ефективності рішення.

Для багатофакторного аналізу, алгоритм можна описати і точніше:
1. Опис умов (факторів) існування проблем, І, АБО і НЕ зв'язування між умовами;
2. Заперечення умов, знаходження будь-яких технічно можливих шляхів. Для вирішення потрібен хоча б один єдиний шлях. Всі І змінюються на АБО, АБО змінюються на І, а не міняти на підтвердження, підтвердження змінюється на НЕ-зв'язування;
3. Рекурсивний аналіз проблем, що випливають із знайдених шляхів, тобто п.1 та п.2 заново застосовуються для кожної під-проблеми;
4. Оцінка всіх знайдених шляхів рішень за критеріями вихідних подпроблем, зведених до матеріальної чи іншої загальної вартості.

### З загальної теорії систем
- Системний аналіз: підручник / А. В. Катренко. — Л. : Новий Світ — 2000, 2011. — 396 c. — (Комп'ютинг).
- Основи системного підходу і їхній додаток до розробки територіальних автоматизованих систем управління / Под ред. Ф. И. Перегудова. — Томск: ТГУ, 1976. — 244 ст.

- Волкова, В. Н. З історії систем та системного аналізу*. — СПб.: Изд-во СПбГПУ, 2001 (2004).
- Никаноров, С. П. Системний аналіз: етап розвитку методології рішення. — 2001. — Выпуск 12. — С. 62–87. — фрагмент
- Клир Дж. Системологія. Систематизація рішення системних задач: Пер. с англ. — М.:1990.
- Никаноров, С. П. Системний аналіз: етап розвитку методології рішення проблем США // Системне управління — проблеми і рішення . — 2001. — Випуск 12. — С. 62–87. — фрагмент
- Клир Дж. Системологія. Автоматизація рішення системних задач.ер. с англ. — М.:1990.. — С. 62–87. — фрагмент
- Клир Дж. Системологія. Автоматизація решення системных задач: Пер. с англ. — М.:1990.стемне управління — проблеми і рішення. — 2001. — Выпуск 12. — С. 62–87. — фрагмент
- Клир Дж. Системологія. Автоматизація решення системних задач: Пер. с англ. — М.:1990.

- Білуха М. Т. Методологія наукових досліджень: Підручник. — К.: АБУ, 2002. — 480 с.
- Кузнецов О. Л., Кузнецов П. Г., Большаков Б. Е. Система природа-суспільство-людина: Стійкий розвиток. — ВНИИгеосистем; Університет «Дубна», 2000. — 392 c.
- Большаков Б. Е. Основи теорії розвитку системи суспільне виробництво — природне середовище з використанням вимірюваних величин. Автореферат (дтн). — Дубна, 2000.
- Маторин С. И. Про новий метод системного аналізу, узгодженому з процедурою об'єктно-орієнтованого проектування.(I, II) // Кібернетика і системний аналіз. — 2001, N4; 2002, N1.
- Мельников Г. П. Системологія и мовні аспекти кібернетики. — М.: Сов. радио, 1987. — 368 с.
- Бондаренко М. Ф., Соловьева Е. А., Маторин С. И. Основи системології. — Харків: ХТУРЭ, 1998. — 118 с.
- Лямец В. И., Тевяшев А. Д. Системний аналіз. — Харьков: ХТУРЭ, 1998—252 с.

### З оптимізації
- Янг, С. Системне управління організацією / Пер. с англ. — М.: Советское радио, 1972.
- Ватель И. А., Ерешко Ф. И. Математика конфлікту і співробітництва. — М.: Знание, 1973.
- Гранберг А. Г. Цільова функція суспільного добробуту та критерії оптимальності у прикладних народногосподарських моделях/ В кн.: Проблеми народногосподарського оптимуму. М.,"Экономика", 1969.
- Дронов Н. В., Чернегов Ю. А. Розробка оптимальних варіантів технології видобутку корисних копалин //Горный журнал, 1981, N 11, С. 23-26.
- Жилинскас А., Шалтянис В. Поиск оптимума. — М.: Наука, 1989.
- Жирмунский A.В., Кузьмин В. И., Критичні рівні у розвитку природних систем, Л.: Наука, 1990.
- Лэсдон Л. С. Оптимізація великих систем. — М.: Наука, 1975.
- Машунин Ю. К. Методи і моделі векторної оптимізації. — М.: Наука, 1986.
- Моисеев Н. Н. Методи оптимизації. М. Наука, 1978.
- Моисеев Н. Н. Методи динамічного проектування в теорії оптимальних управлінь / / Журнал обчислювальної математики і математичної фізики, 1964, т.4, N3, С. 485—494.

### З загальної теорії систем (філософія, світогляд)
- Аверьянов А. Н. Системне пізнання світу. — М.: Политиздат, 1985.
- Белозерцев В. И., Сазонов Я. В. Філософські проблеми розвитку творчих наук. Саратов: Изд-во Саратовского ун-та, 1983.
- Берг Л. С., Праці з теорії еволюції, Л.: Наука, 1987.
- Студент Берга, Шадрин А. А. и Байбулатов А. П.
- Богданов А. А. Загальна організаційна наука (Тектології). В 3 т. М., 1905—1924.
- Богданов А. Тектология. Загальна організаційна наука . — М.: Экономика, 1989.
- Гегель Г. В. Ф. Наука логіки. В 3 т. М.: 1970—1972гг.
- Гладких Б. А., Тарасенко Ф. П., Перегудов Ф. И., Ямпольский В. З. и др. Основи системного підходу і їхній додаток до розробки територіальних автоматизованих систем управління. — Томск: ТГУ, 1976.
- Голубев В. С., Модель еволюції геосфер, М.: Наука, 1990.
- Дубнищева Татьяна Яковлевна, підручник: Концепція сучасного природознавства, 1998. (институт геофизики СО РАН)
- Канке В. А. Основи філософії. — М.: ЛОГОС-Вища школа, 2000. –287с.
- Львов Д. С., Канн Э. Основні лінії філософії техніки. 1877.

### Про теорію системних досліджень
- Александров Л. В. Системный анализ при создании и освоении объектов техники / Л. В. Александров, Н. П. Шепелев. — М.: НПО «Поиск», 1992. — 88 с. — Библиогр.: 59 назв.
- Александров Л. В., Карпова Н. Н. Робоча книга по систематизації інформації. — М., 1993.
- Балашов Е. П. Еволюційний синтез систем. — М.: Радио и связь, 1985.
- Богданович В. И. Формальна типологія системних параметрів.
- В сб.: Системний метод і сучасна наука. Новосибирск, 1971.
- Бусленко Н. П. и др. Лекції з теорії складних систем. М., Сов. радио, 1973.
- Ващенко Н. Д. і др. Застосування системи аналізатора в НДР // УС и М. 1978, N 3. С. 104—107.
- Гиг Дж. Ван. Прикладна загальна теорія систем: В 2 т. М., 1981.
- Гладких Б. А. і др. Основи системного підходу і їхній додаток до розробки територіальних автоматизованих систем управління. — Томск: ТГУ, 1976.
- Губанов В. А. і др. Введення в системний аналіз: Навчальний посібник /Под ред. Л. А. Петросяна. — Л.: Изд-во ЛГУ, 1988.
- Гуд Г. Х., Макол Р. Э. Системотехніка. Введення в проектування великих систем. — М.: Сов. радио, 1962.
- Дружинин В. В., Конторов Д. С. Системотехника. — М.: Радио и связь, 1985.